# Archibald Constable
Archibald David Constable (geb. 24. Februar 1774 in Carnbee, Fife; gest. 21. Juli 1827 in Edinburgh) war ein schottischer Verleger und Buchhändler.

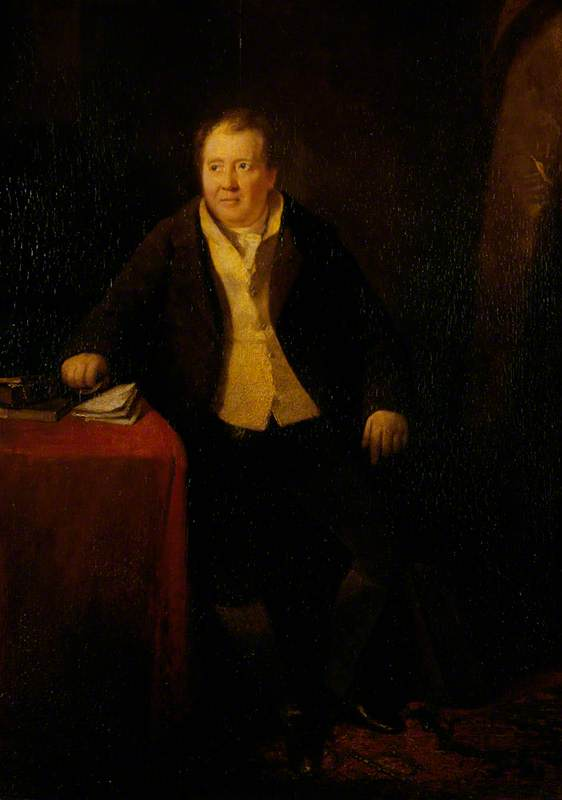
Archibald Constable

## Leben

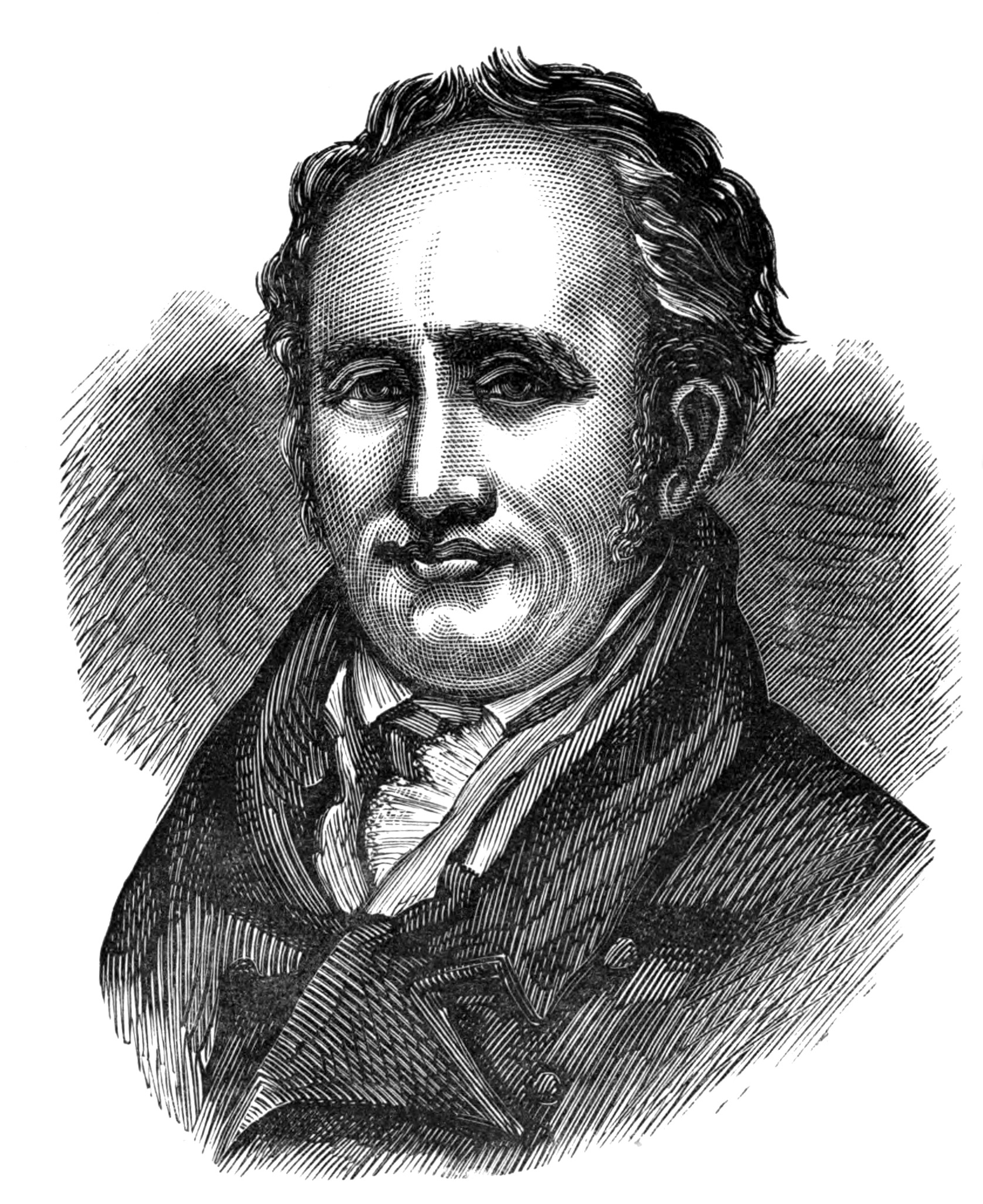
Lithographie von Archibald Constable (veröffentlicht in History of Booksellers, the Old and the New)

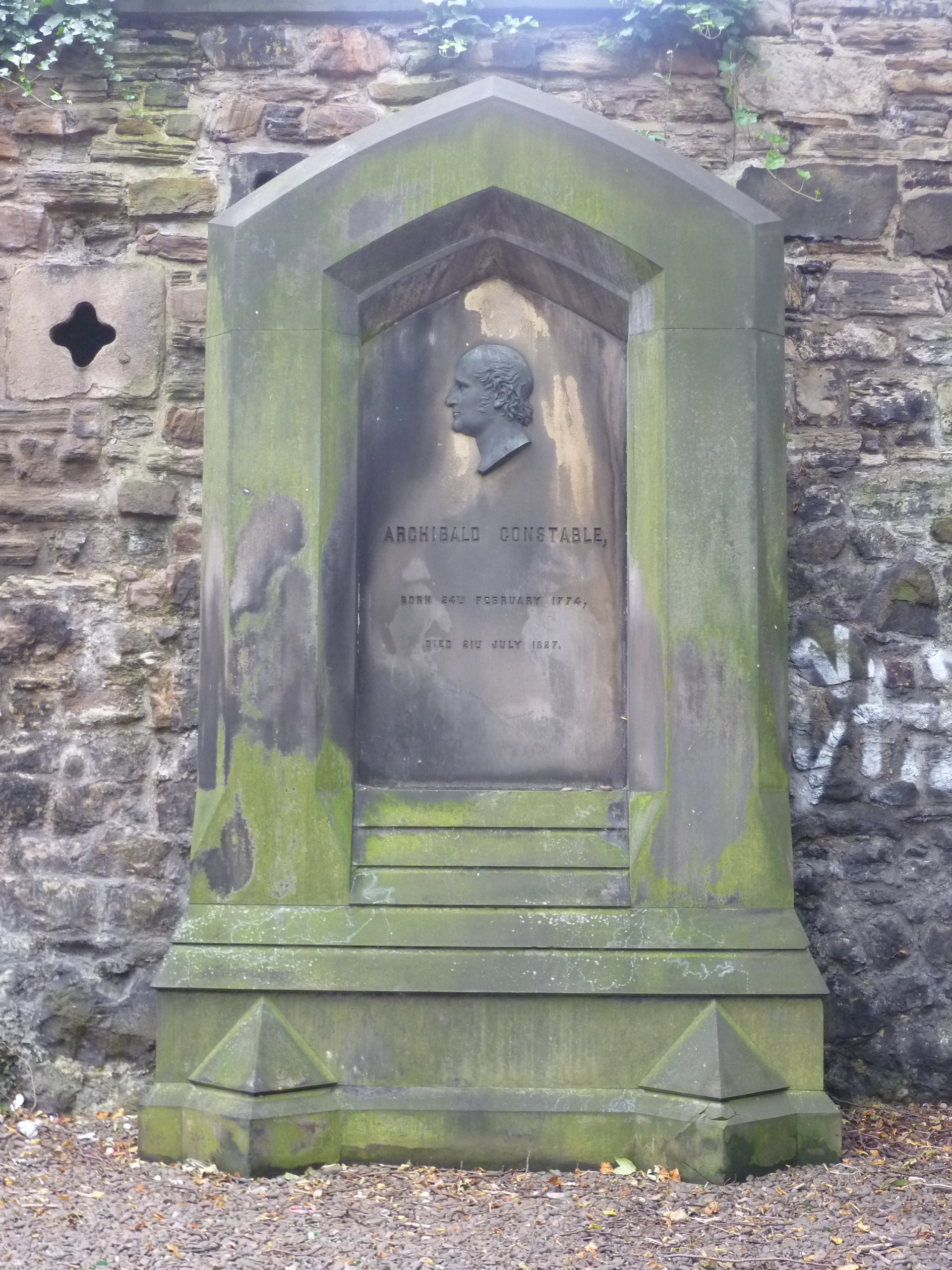
Constables Grab auf dem Old Calton Burying Ground in Edinburgh

Archibald Constable wurde in Carnbee, Fife, in der Familie des Earl of Kellie, eines Landverwalters, geboren und ging 1788 bei Peter Hill, einem Buchhändler in Edinburgh, in die Lehre, doch 1795 machte er sich selbständig und wurde Händler seltener Bücher. 1801 kaufte er das Scots Magazine und John Leyden, ein bekannter Orientalist, wurde dessen Herausgeber. Im Jahr 1800 gründete Constable das Farmer’s Magazine, und im November 1802 veröffentlichte er die erste Ausgabe der Edinburgh Review. Er ist bekannt als Herausgeber vieler Romane von Walter Scott (z. B. seine Waverly Novels – deren 1. Ausgabe 74 Bände umfasste) und (nach dem Tod von Andrew Bell) der 4., 5. und 6. Auflage der Encyclopaedia Britannica, deren Rechte er 1812 erwarb. Der von Constable gegründete Verlag hat bis heute überlebt und heißt jetzt Constable & Robinson.